# Mikhaylo Khalilov
Mikhaylo Khalilov (né le 3 juillet 1975 à Mykolaïv) est un coureur cycliste ukrainien. En 2010, il rejoint l'équipe Katusha.

## Biographie
Mikhaylo Khalilov passe professionnel en 2001 dans l'équipe Colombia-Selle Italia. En 2000, il s'était distingué en dominant le Tour du Faso. Il participe à son premier grand tour lors du Giro 2002 où il obtient plusieurs places d'honneur sur les sprints massifs.
Après un passage dans la modeste équipe ICET, il rejoint LPR en 2005 et devient champion d'Ukraine sur route. Il obtient également divers podiums sur les semi-classiques italiennes (Tour de Toscane, Coppa Placci, Grand Prix de l'industrie et du commerce de Prato) et au Tour de Picardie, lui permettant de finir 19e de l'UCI Europe Tour.
En 2006, il commence la saison avec quatre places d'honneur sur les étapes de Tirreno-Adriatico et prend la troisième place du classement par points. Il s'impose ensuite au Hel van het Mergelland et surtout aux championnats du monde militaires. Cette année se conclut avec une douzième place au Tour de Lombardie.
Mikhaylo Khalilov change d'équipe en 2007, passant chez Ceramica Flaminia. Celle-ci ne bénéficie pas autant d'invitation sur les épreuves du ProTour que LPR. Khalilov ne s'adjuge aucune victoire durant cette saison, mais obtient un grand nombre de podiums et de places d'honneur notamment au Grand Prix de l'industrie et de l'artisanat de Larciano, à la Coppa Sabatini, au Monte Paschi Eroica (3e) et à Milan-Turin (5e). Il termine la saison à la 25e place de l'UCI Europe Tour.

## Palmarès
- 1995
  - 3e et 7e étapes du Circuit franco-belge
  - 3e du Circuit franco-belge
- 1996
  - 2e du championnat d'Ukraine sur route
- 1999
  - Trophée Stefano Fumagalli
  -  Médaillé de bronze du championnat du monde sur route militaires
- 2000
  - Tour du Faso :
    - Classement général
    - 2e, 3e, 8e, 10e et 11e étapes

  - 3e de Milan-Tortone
- 2002
  - 6e étape du Tour de Bulgarie
  - 2e du Tour du lac Léman
- 2003
  - 1re et 4e étapes du Tour du Sénégal
  - 3e du Tour du Stausee
- 2004
  - 2e du Tour du lac Majeur
  - 2e du Trophée Matteotti amateurs
- 2005
  -  Champion d'Ukraine sur route
  - 5e étape du Tour des Asturies
  - 2e du Tour de Toscane
  - 3e du Tour de Picardie
  - 3e de la Coppa Placci
  - 3e du Grand Prix de l'industrie et du commerce de Prato
- 2006
  -  Champion du monde sur route militaires
  - Hel van het Mergelland
- 2007
  - 3e du Grand Prix de l'industrie et de l'artisanat de Larciano
  - 3e du championnat d'Ukraine sur route
  - 3e des Strade Bianche
  - 3e de la Coppa Sabatini
- 2008
  - Grand Prix de la ville de Rennes
  - 3e étape du Circuit de la Sarthe
  - Grand Prix de l'industrie et du commerce de Prato
  - Mémorial Cimurri
  - Coppa Sabatini
  - 2e du Grand Prix Bruno Beghelli
  - 3e de l'UCI Europe Tour

## Résultats sur les grands tours

### Tour d'Italie
2 participations
- 2002 : 84e
- 2003 : abandon (12e étape)

## Classements mondiaux
| Année           | 2005 | 2006 | 2007 | 2008 | 2009 |
| --------------- | ---- | ---- | ---- | ---- | ---- |
| UCI Europe Tour | 19e  | 76e  | 25e  | 3e   | 250e |